# Juan de Vingles

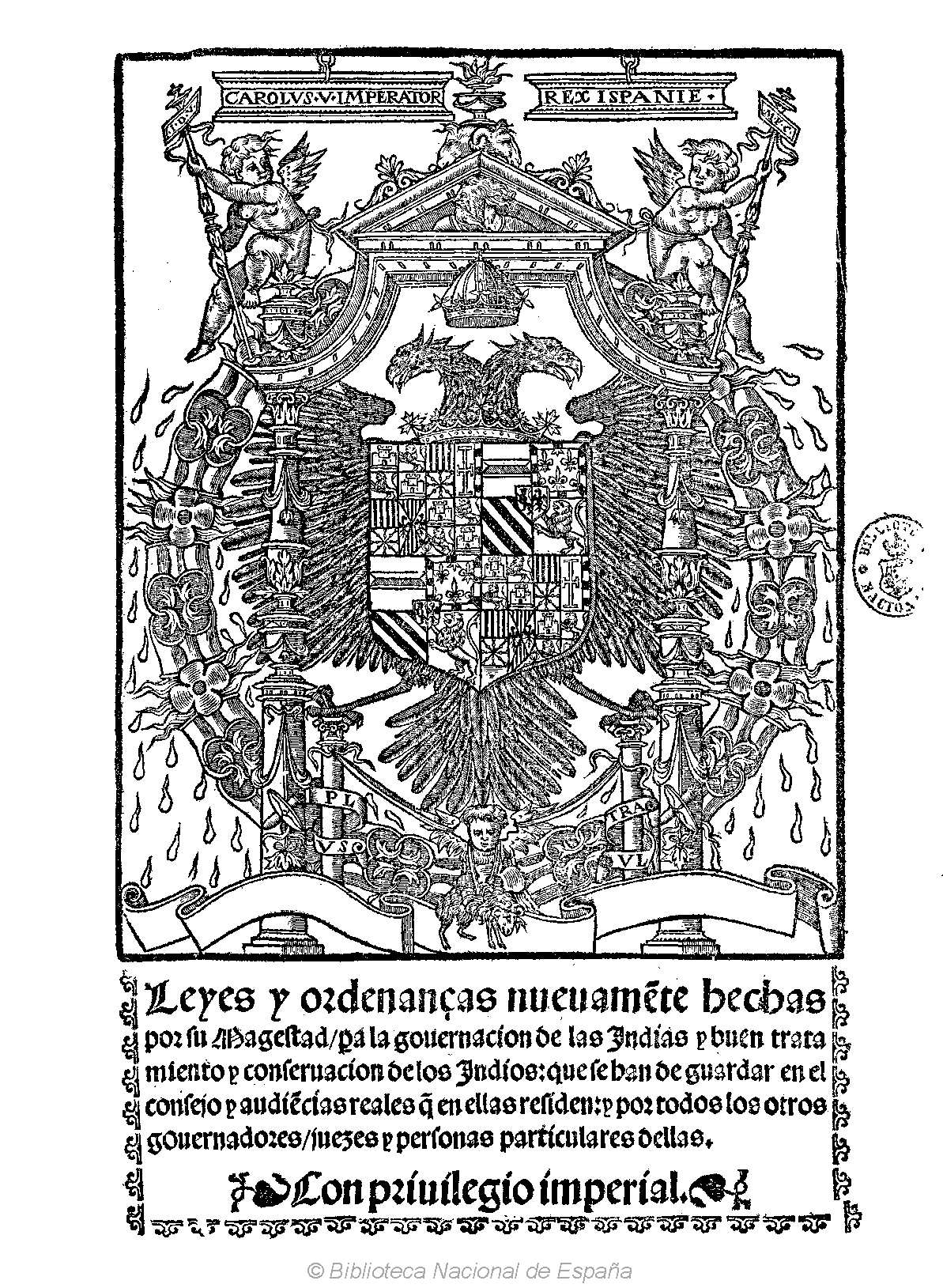
Portada xilográfica con el escudo imperial para las Leyes y ordenanças nueuaměte hechas por su Magestad pa la gouernacion de las Indias y buen tratamiento y conseruacion de los Indios: que se han de guardar en el consejo y audiēcias reales q en ellas residen y por todos los otros gouernadores/ juezes y personas particulares dellas, en Alcalá de Henares por Juan de Brocar, 1543. Biblioteca Nacional de España. Leyenda: «Carolus.V.Imperator / Rex Ispanie». Firma con el anagrama idv/mfc en cartelas sostenidas por ángeles.

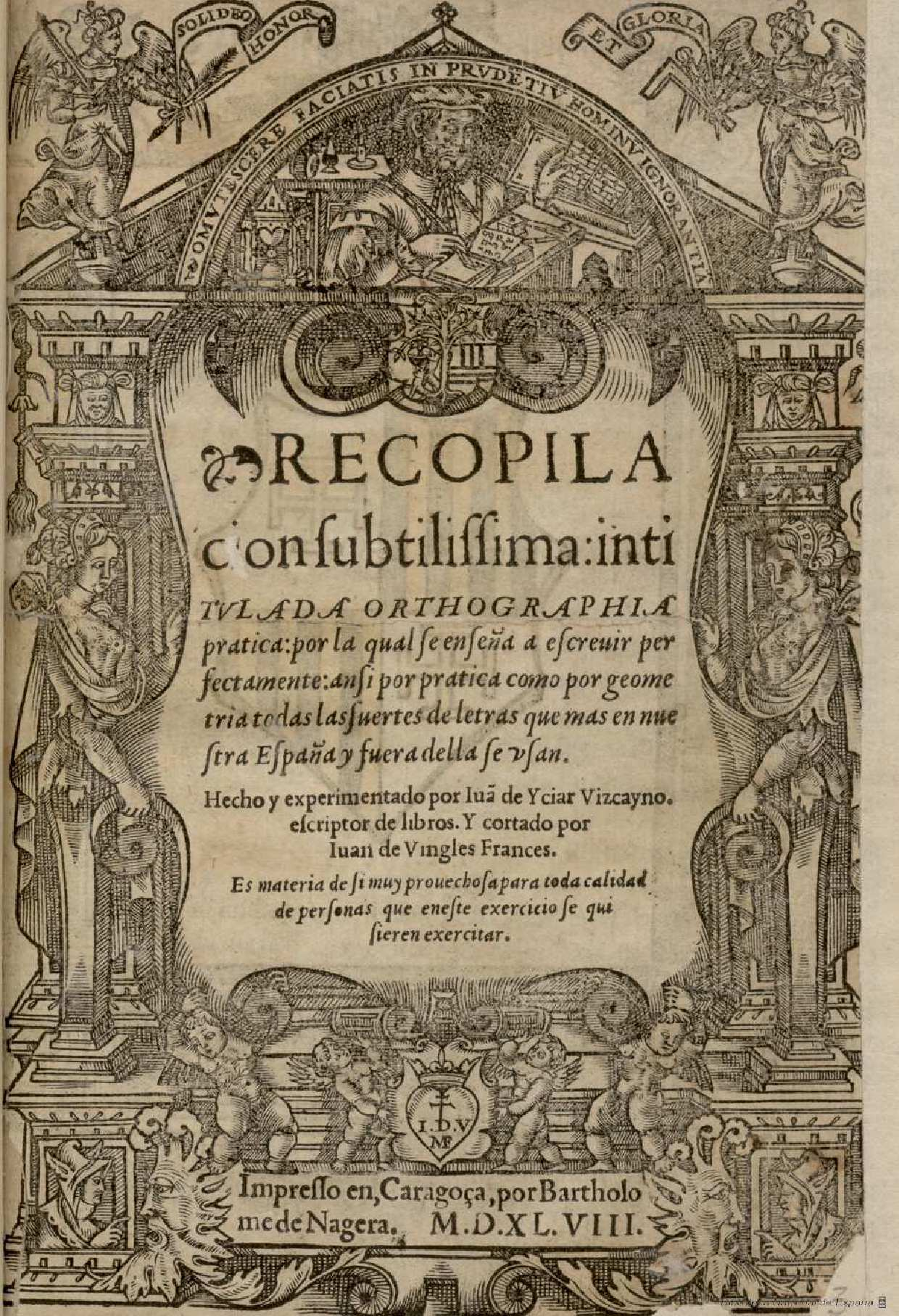
Frontis de Recopilacion subtilissima, intitulada Orthographia pratica: por la qual se enseña a escreuir perfectamente, ansi por pratica como por geometria todas las suertes de letras que mas en nuestra España y fuera della se vsan. Hecho y experimentado por Iua[n] de Yciar Vizcayno, escriptor de libros. Y cortado por Iuan de Vingles Frances..., Impresso en Çaragoça, por Bartholome de Nagera M.D.XL.VIII. Biblioteca Nacional de España.

Juan de Vingles (Lyon 1498-¿? después de 1552) fue un xilógrafo francés activo en España entre, aproximadamente, 1530 y 1550. Sus tacos y planchas, firmados i.d.v., fueron empleados por imprentas de al menos una decena de ciudades españolas y siguieron utilizándose en fechas avanzadas, cuando es probable que el grabador hubiese ya retornado a Francia e incluso después de muerto.

## Biografía y obra
Nacido en Lyon, en el seno de una familia de impresores e impresor él mismo, debió de llegar a España hacia 1530 llamado probablemente por el impresor Pierre Hardouyn, activo en Zaragoza desde 1528 y responsable de un Espejo de religiosos publicado en aquella ciudad en julio de 1535 en el que aparece una Crucifixión firmada por Vingles. Un año anteriores son las primeras xilografías firmadas por Vingles que se conocen: cinco pequeñas historias del Génesis incorporadas a las Historias e conquestas dels reys de Aragó impresas por Carlos Amorós en Barcelona, y de agosto del mismo año 1535 son las Epístolas y Evangelios por todo el año de Ambrosio Montesino, impresas en Toledo por Juan de Ayala y Juan de Villaquirán, que llevan en el frontispicio dos bellas orlas renacentistas firmadas con sus iniciales i.d.v., ignorándose si se desplazó por la geografía española en busca de clientes o si atendía desde Zaragoza los encargos que le llegaban de distantes impresores.
Los préstamos entre impresores y la itinerancia de algunas imprentas e impresores serían también responsables de la dispersión de la obra de Vingles. Así sucede con el escudo imperial a media página finamente grabado para Guillermo de Millis, impresor de Medina del Campo, según se desprende de la leyenda metina apvd gviliermv de millis que figuraba originalmente en la cinta desplegada al pie del escudo. Millis debió de ceder o vender el taco a Juan de Brocar, que lo utilizó como frontis en varios de sus impresos alcalaínos a partir de su edición de las Siete Partidas (Alcalá, 1542) y de Brocar pasó a Fernando de Santa Catalina, que se sirvió de él en la portada de la Recopilación de algunas bullas del sumo pontífice, Toledo, 1545. Orlas e iniciales con pequeñas xilografías firmadas con las iniciales del grabador se encuentran en obras impresas en Salamanca por Juan de Junta y Pedro de Castro o en Valladolid por Juan de Villaquirán, y en una fecha tan tardía como 1585 en el Flos Sanctorum impreso en Zaragoza por Simón de Portonaris.
En 1547 firmó en Zaragoza con el calígrafo Juan de Yciar un contrato de asociación para la ejecución de las planchas de la que será su obra más célebre y mejor documentada: la Recopilación subtilissima: intitulada Orthographia práctica, impresa en Zaragoza por Bartolomé de Nájera en 1548 y refundida dos años después en el Arte subtilissima por la qual se enseña a escrivir perfectamente. Para esta obra Vingles abrió más de un centenar de tacos reproduciendo los diferentes tipos de letras según los modelos proporcionados por Yciar, en algún caso con dibujos alegóricos rellenando los huecos, y el excepcional retrato del calígrafo a sus veinticinco años que encabeza la obra, considerado como una de las obras maestras del grabado en madera del siglo XVI en España.
Según algunas informaciones, en 1552 habría retornado a Francia y encargado de la impresión de dos libros en Pau, donde se interrumpen las noticias de su actividad.